# Sertularella minuscula
Sertularella minuscula är en nässeldjursart som beskrevs av Chantal Billard 1925. Sertularella minuscula ingår i släktet Sertularella och familjen Sertulariidae. Inga underarter finns listade i Catalogue of Life.